# Maison des consorts Brand
Pour les articles homonymes, voir Consort (homonymie) et Brand.
La maison des consorts Brand est un édifice situé sur le site d'un ancien hôtel particulier de la commune d'Arbois, dans le vignoble du Jura en Bourgogne-Franche-Comté dont la cave à vin, nommée « cave de la reine Jeanne » du nom de la comtesse de Bourgogne et reine de France Jeanne II de Bourgogne, construite au XIVe siècle, est inscrite aux monuments historiques depuis 1941.

## Historique
Un hôtel particulier et sa cave gothique à deux nefs et croisées d'ogives (parmi les plus remarquables du Jura) sont construits en 1322, au 5 rue de Bourgogne à Arbois, par la comtesse de Bourgogne et d'Artois Mahaut d'Artois (veuve héritière du comte Othon IV de Bourgogne) pour y élever ses vins d'Arbois du vignoble du Jura de son comté de Bourgogne.

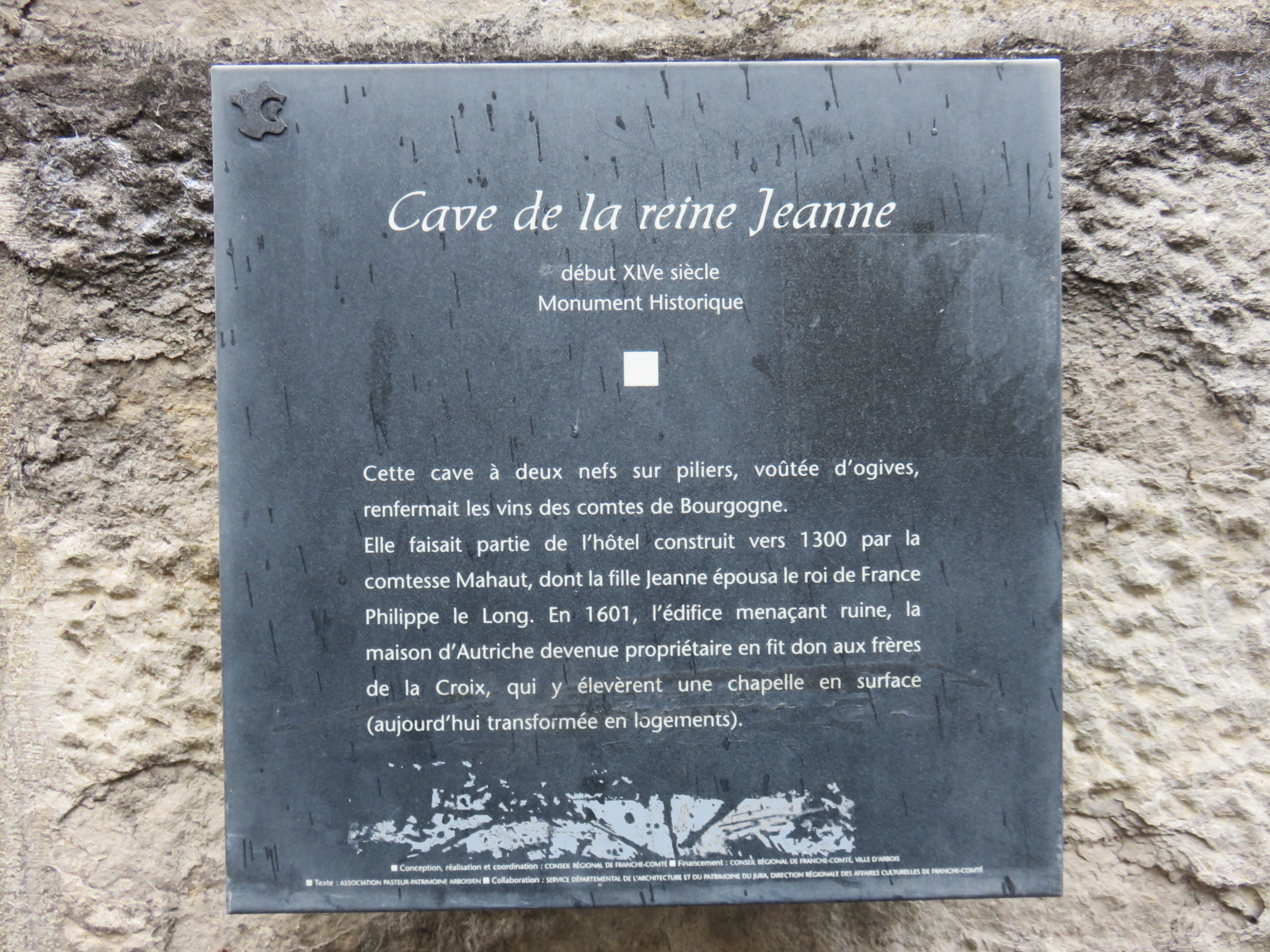
Plaque rappelant l'historique du bâtiment et de sa cave.
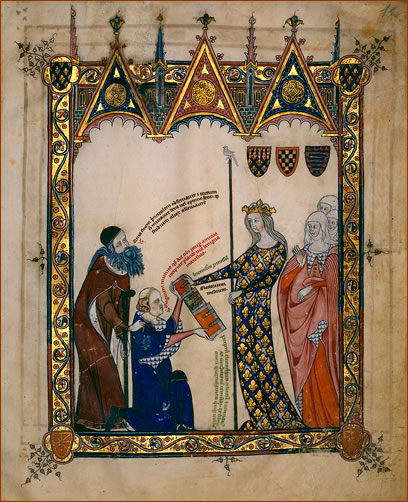
Jeanne II de Bourgogne, vers 1321.
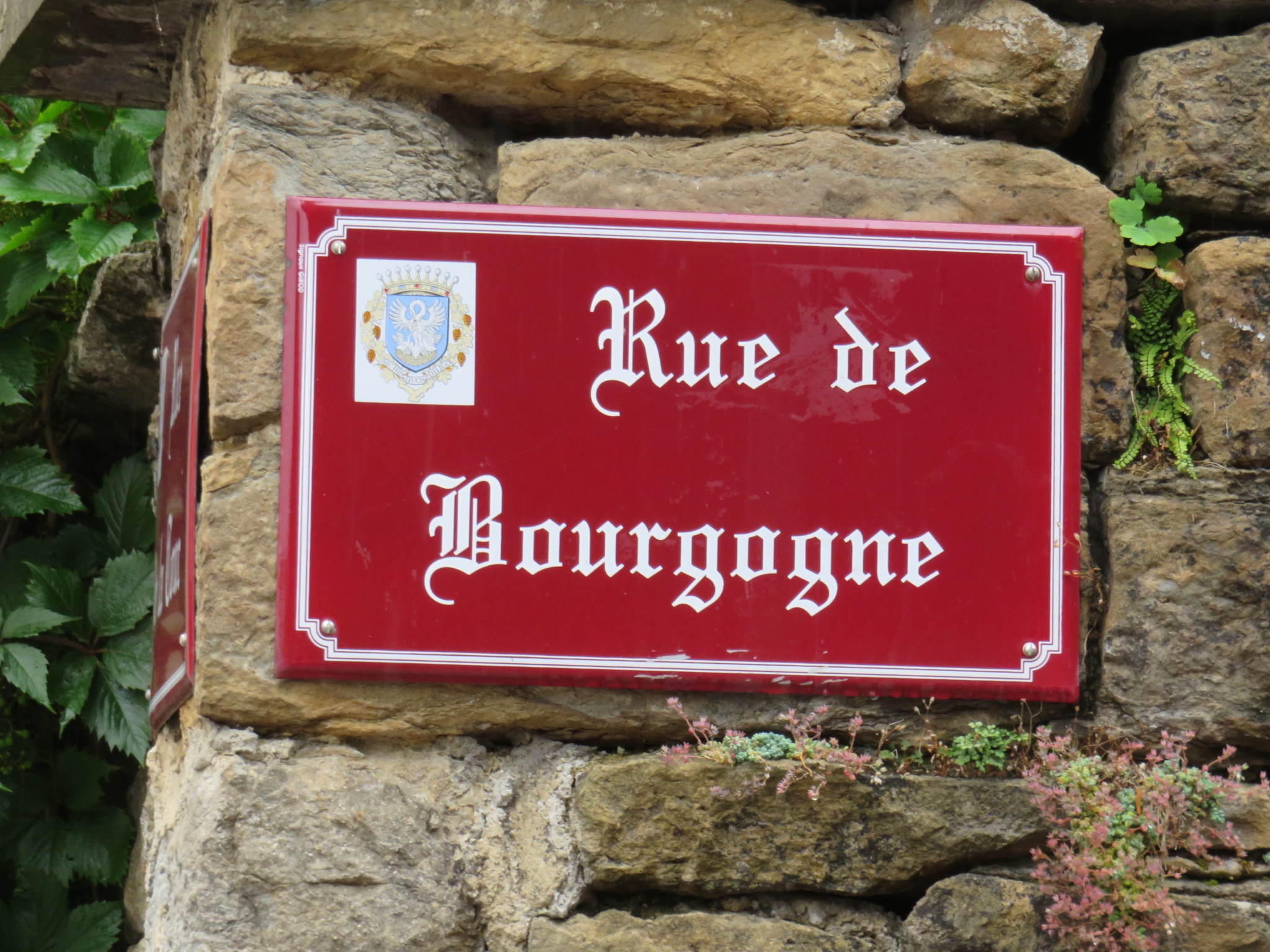
Plaque de la rue de Bourgogne, et armoiries d'Arbois.

Leur fille héritière Jeanne II de Bourgogne devient reine de France par mariage en 1307 avec le futur roi de France Philippe V le Long (qui règne entre 1316 et 1322). Leur fille héritière Jeanne III de Bourgogne devient à son tour duchesse de Bourgogne par mariage en 1318 avec le duc Eudes IV de Bourgogne. 

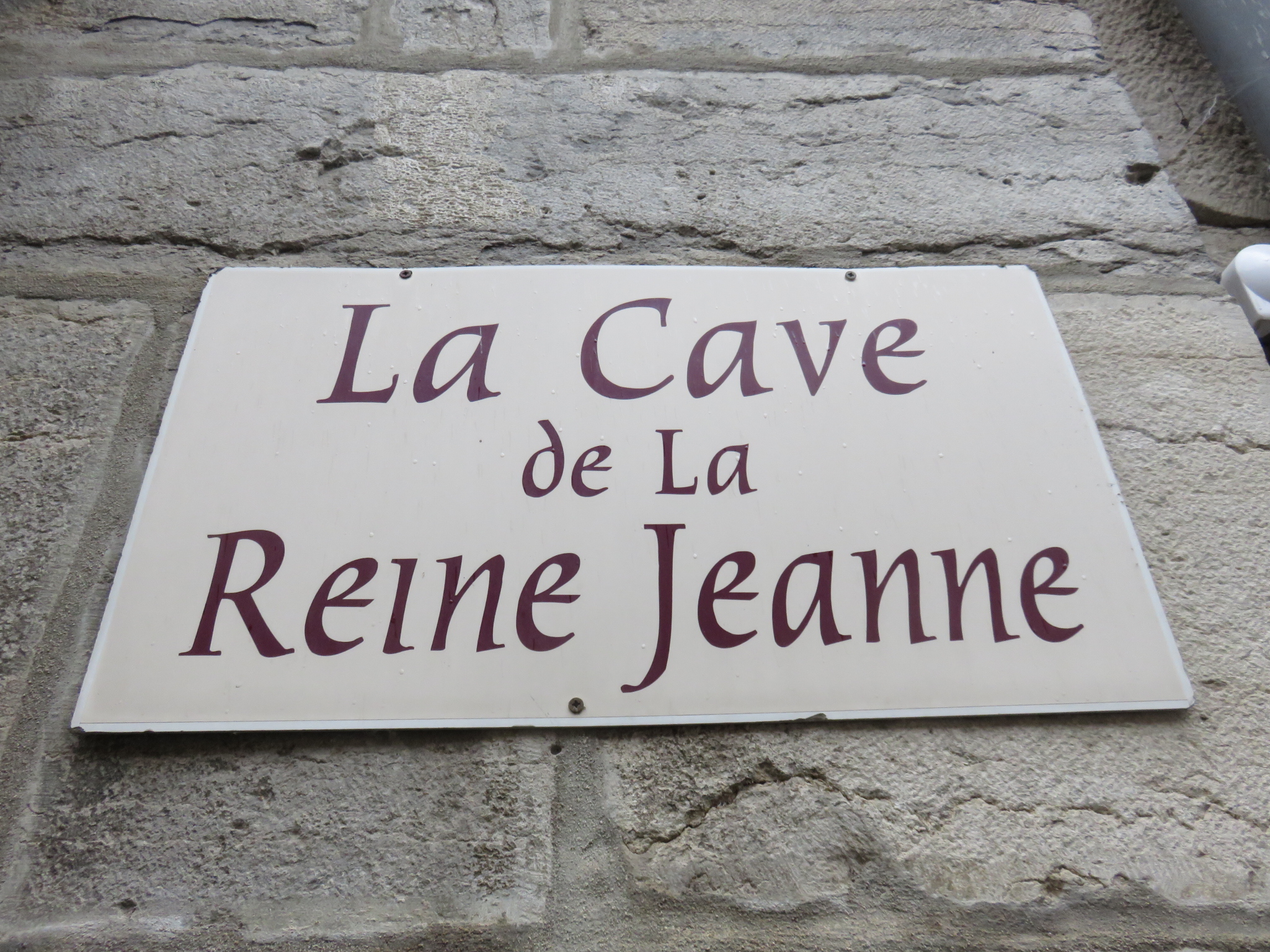
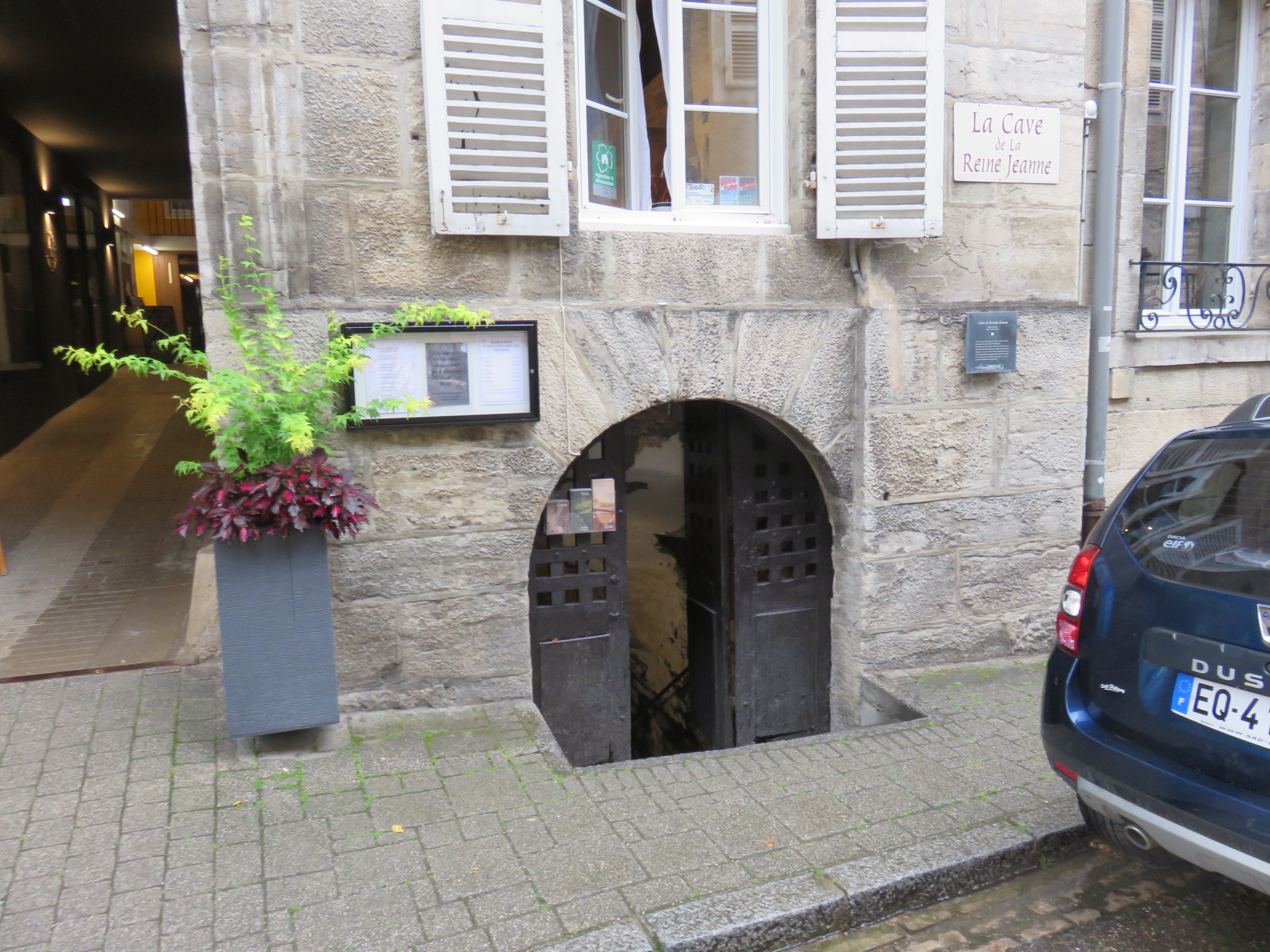
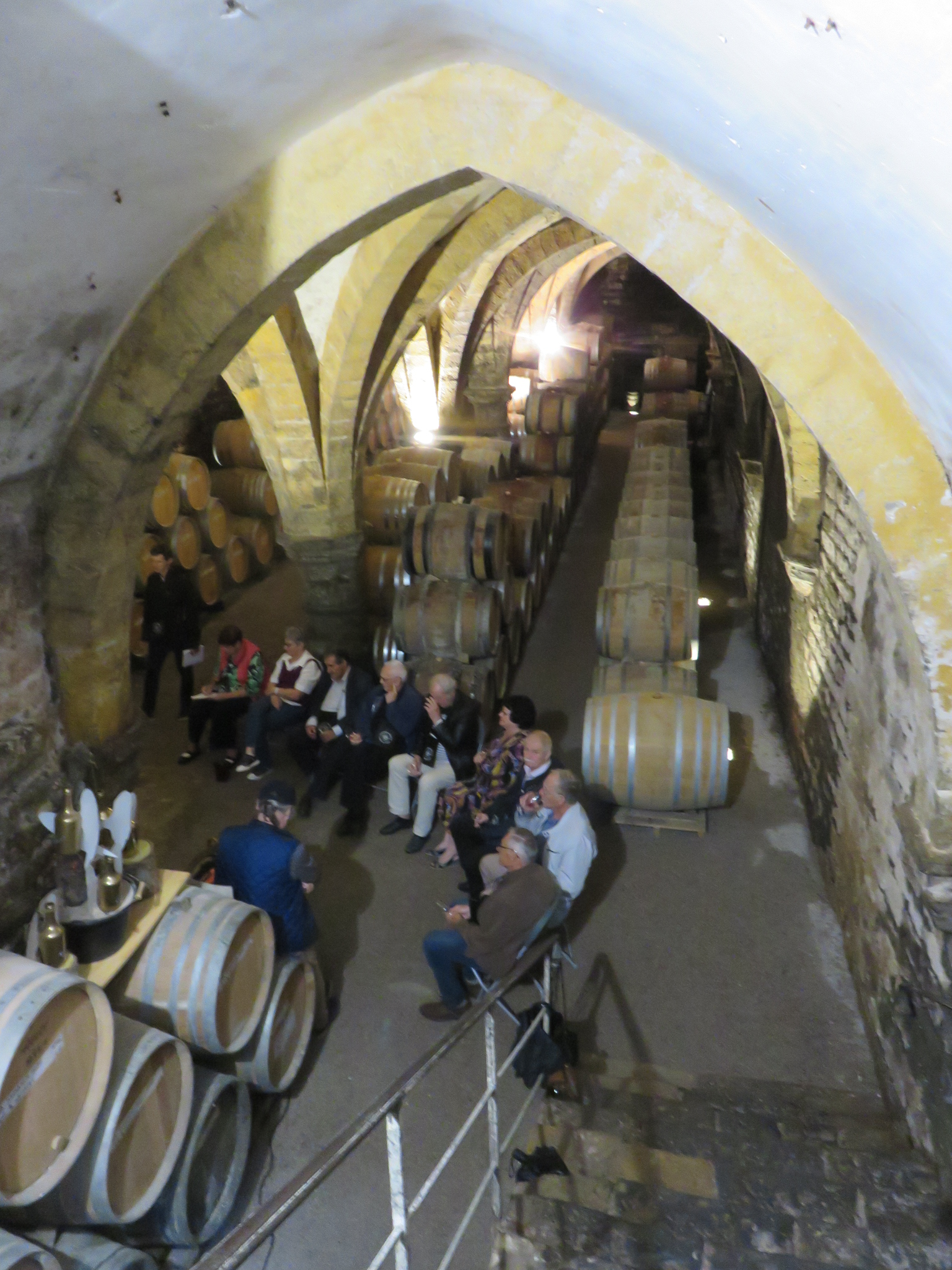

Les lieux sont légués en 1601 à une congrégation catholique d'Arbois, qui conserve les caves et remplace l'hôtel particulier par une chapelle, reconvertie par la suite en logements.  

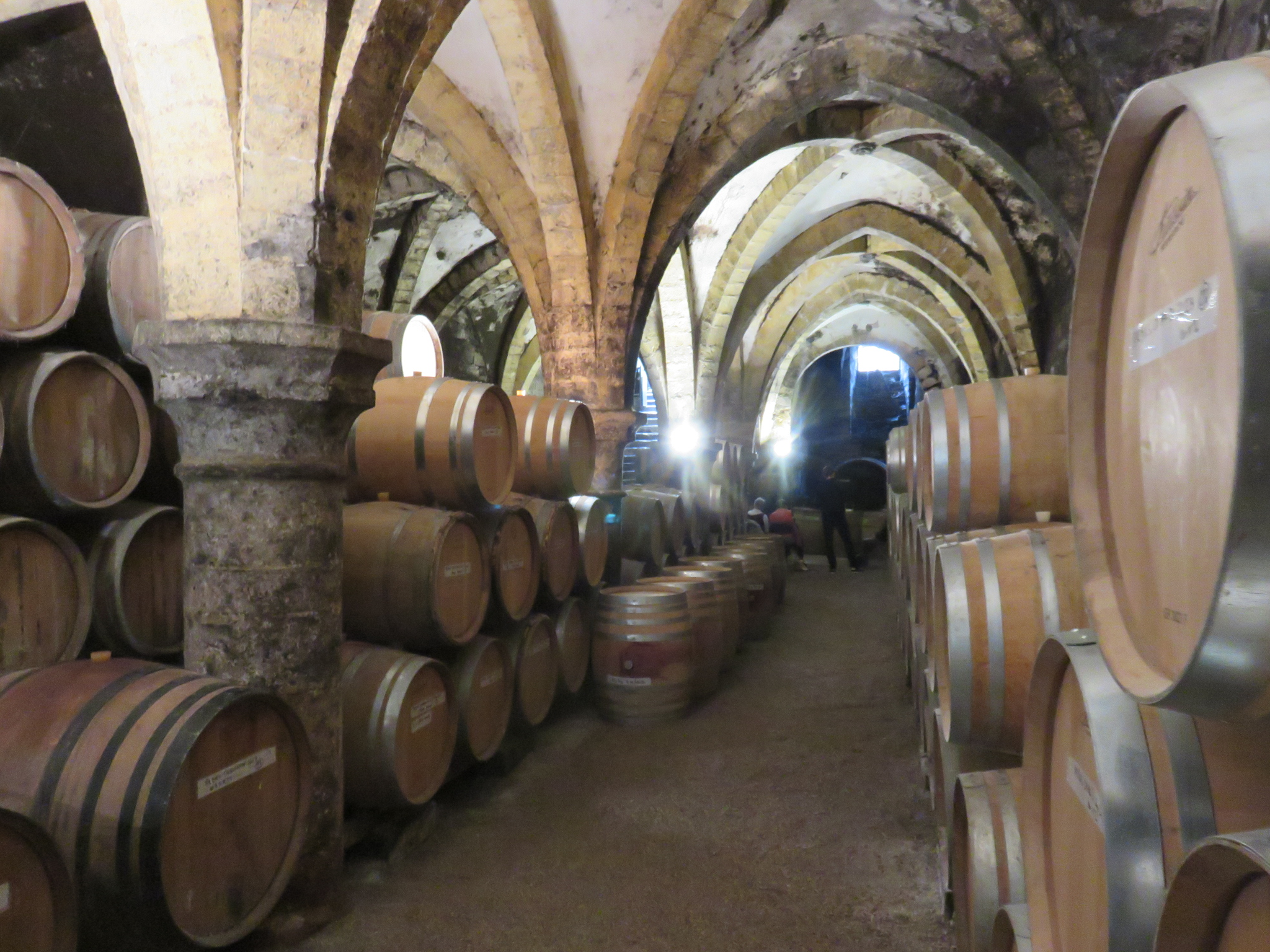
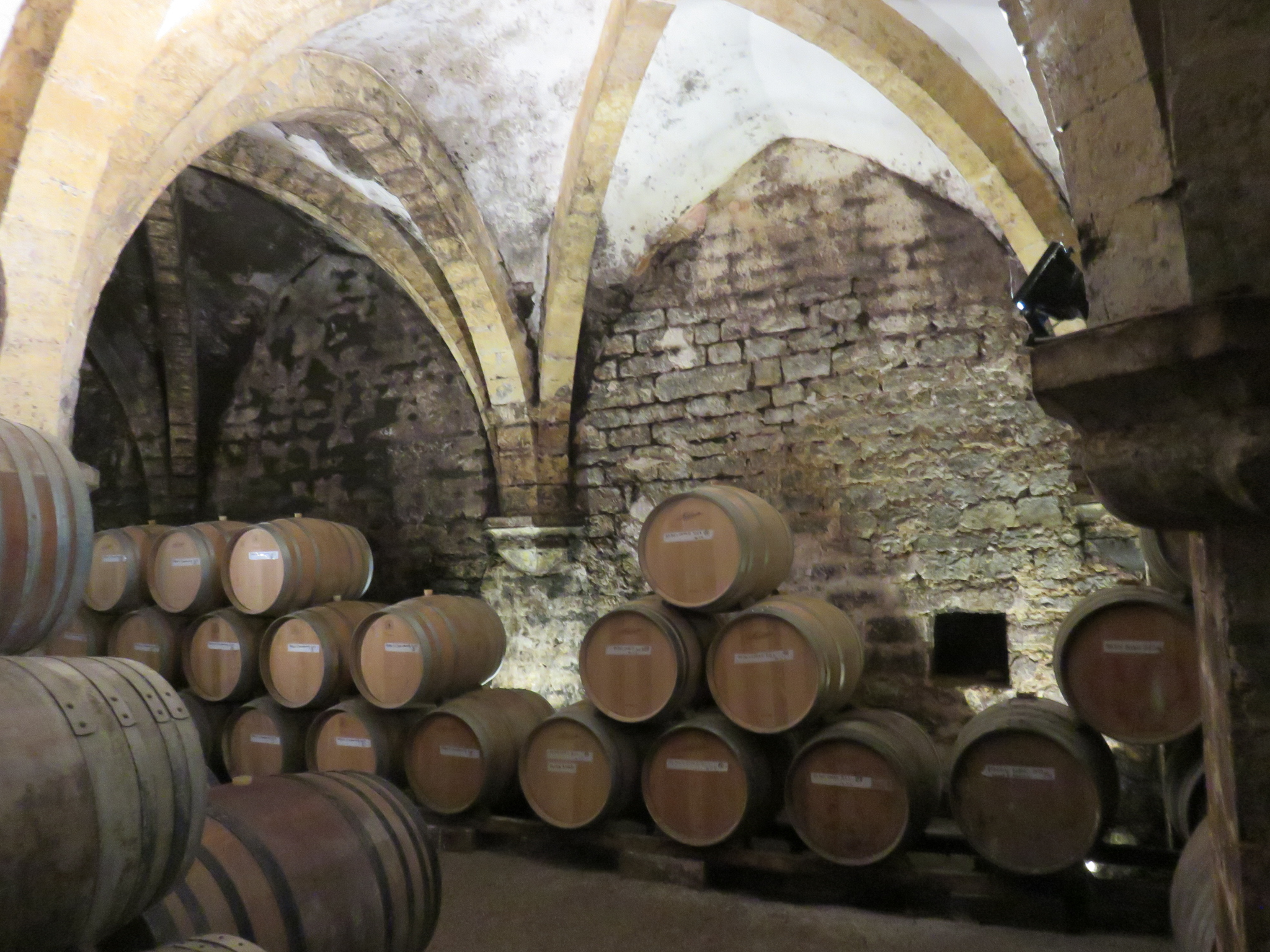
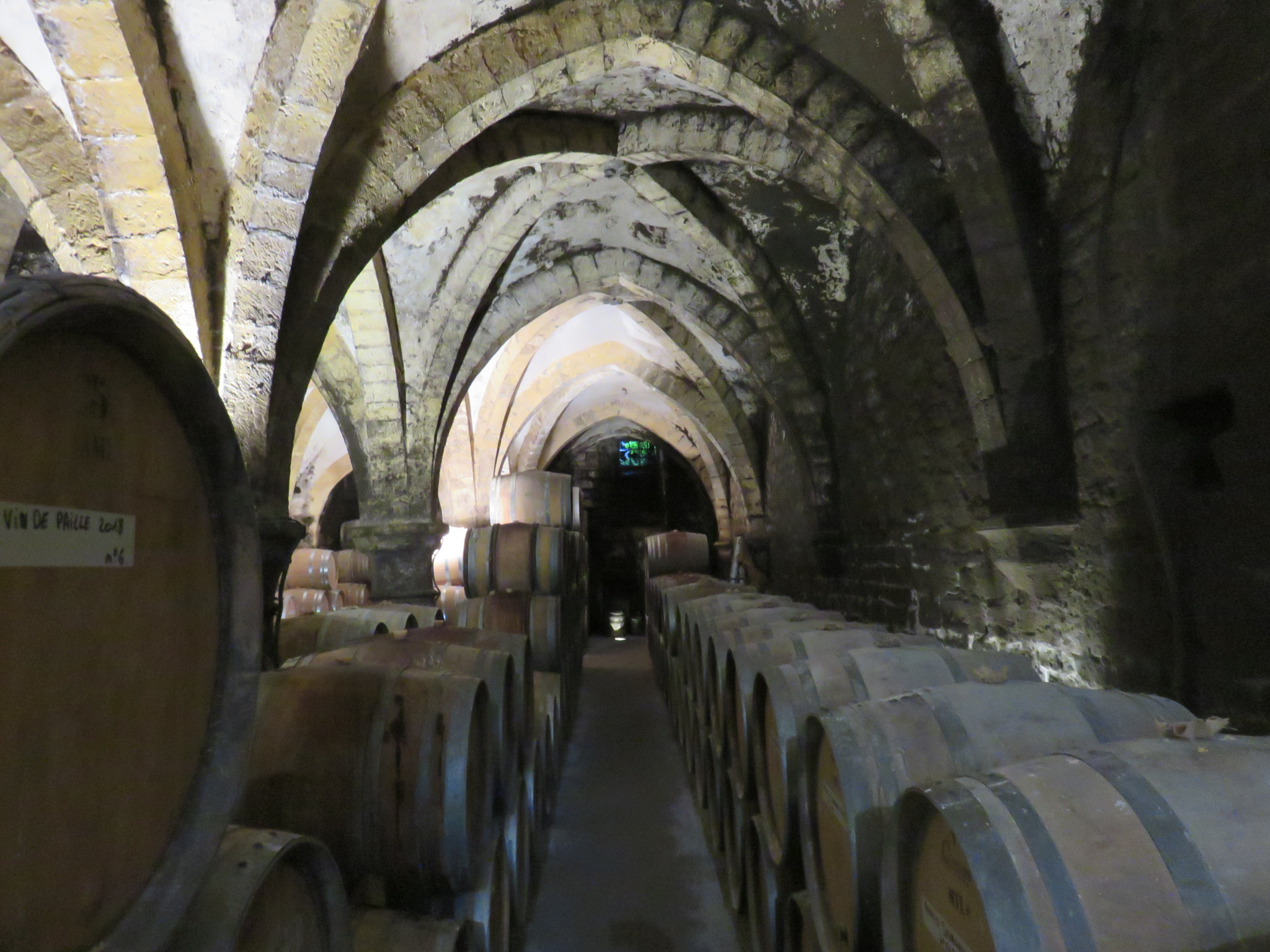

Ces caves à vin appartiennent à ce jour à un domaine viticole privé d'Arbois, du vignoble du Jura.